# دانش مازندرانی
ملا علی بن محمدعلی حبش مازندرانی متخلص به دانش سپس جاوید همچنین شناخته‌شده به مولانا علی جاوید ساروی (۱۶۱۰ - ۱۶۶۰م) فقیه شیعه، قاضی و شاعر فارسی‌زبان ایرانی در سدهٔ هفدهم م/ یازدهم هجری بود.

## زندگی
علی مازندرانی حوالی سال ۱۶۱۰م/ ۱۰۱۰ق در ساری زاده شد. محمدطاهر نصرآبادی در تذکره خود یاد کرده که نسب مازندرانی به بلال حبشی می‌رسد. او در مشهد تحصیلات خود را در فقه ادامه داد سپس در اصفهان و نکا به قضاوت پرداخت.

مازندرانی در سال ۱۶۶۰م/ ۱۰۷۰ق در اصفهان درگذشت و در آرامگاه محمدبیگ دفن شد (تخت فولاد امروزی)؛ ماده‌تاریخ وفاتش:
| دریغ از دانش مازندرانی      |  | از آن فرزانه استاد خودآگاه |
| همان شاعر که در اقصای عالم  |  | فتاد آوازهٔ شعرش به افواه   |
| به مصر فضل یوسف بود، لیکن   |  | سپهر کینه‌توز افکند در چاه  |
| چو ناگه خیمه در باغ جنان زد |  | وزین محنت‌سرا برکند خرگاه   |
| پی تاریخ فوتش نکته‌سنجان     |  | رقم کردند دانش رحمت‌الله    |

## بن‌مایه
1. 1 2 3  نظمی تبریزی، علی (۱۹۷۶). دویست سخنور؛ تذکرةالشعرای منظوم و منثور. تابش. ص. ۹۹.
2. ↑  نصرآبادی، محمدطاهر (مهر ۱۳۱۷). تذکرة الشعراء. چاپخانه ارمغان. ص. ۳۷۴.
3. ↑  خیامپور، عبدالرسول (زمستان ۱۳۶۸). فرهنگ سخنوران. ج. یکم. طلایه. ص. ۲۰۷.
4. ↑  صبا، محمد مظفر (۱۳۴۳). تذکره روز روشن. کتابخانه رازی،. ص. ۱۴۰.
5. ↑  سامی, شمس‌الدین (1311). قاموس الأعلام (به ترکی عثمانی). Vol. سوم. p. ۱۷۶۵.
6. ↑  بهمنش، تهمینه (۱۳۶۷). [[دانشنامه بزرگ اسلامی]]. ج. هفدهم. مرکز دائرةالمعارف بزرگ اسلامی. ص. ۴۳۲. شابک ۹۷۸-۹۶۴-۷۰۲۵-۰۴-۱. تداخل پیوند خارجی و ویکی‌پیوند (کمک)
7. ↑  تهرانی، آقابزرگ (1408ق). [[الذریعه الی تصانیف الشیعه]] (به عربی). ج. نهم. اسماعيليان. ص. ۱۹۰ (ش:۱۱۸۱). تاریخ وارد شده در |سال= را بررسی کنید (کمک); تداخل پیوند خارجی و ویکی‌پیوند (کمک)
8. ↑  دهخدا، علی‌اکبر. [[لغت‌نامه دهخدا]]. پارسی‌ویکی. تداخل پیوند خارجی و ویکی‌پیوند (کمک)
9. ↑  آذر بیگدلی، لطفعلی بیگ (۱۳۳۷). آتشکده آذر. انتشارات علمي. ص. ۱۶۵.
10. ↑  مصلح‌الدین مهدوی (۱۳۸۶). اعلام اصفهان. اصفهان: سازمان فرهنگی تفریحی شهرداری اصفهان. صص. ۵۳۹. شابک ۹۷۸-۹۶۴-۲۵۸۸-۴۸-۰.
11. ↑  مصلح‌الدین مهدوی (۱۳۸۴). دانشمندان و بزرگان اصفهان. ج. دوم. گلدسته. صص. ۵۹۶. شابک ۹۶۴۲۹۳۱۴۳۴۲ مقدار |شابک= را بررسی کنید: length (کمک).
12. ↑  «مولانا علی جاوید». مجموعه تاریخی ، فرهنگی و مذهبی تخت فولاد. بایگانی‌شده از اصلی در ۲۲ ژانویه ۲۰۱۸. دریافت‌شده در ۲۲ ژانویه ۲۰۱۸.